# Susanghan partner
Susanghan partner (수상한 파트너?, Susanghan pateuneoLR, lett. "Partner sospetto"; titolo internazionale Love in Trouble, conosciuta anche come Suspicious Partner o Watch Out For This Woman) è una serie televisiva sudcoreana trasmessa su SBS dal 10 maggio al 13 luglio 2017.

## Trama
Il procuratore Noh Ji-wook e la tirocinante Eun Bong-hee lavorano insieme su un caso misterioso su un assassino psicopatico.

## Personaggi
- Noh Ji-wook, interpretato da Ji Chang-wook e Oh Han-kyul (da bambino)
- Eun Bong-hee, interpretata da Nam Ji-hyun e Choi Myung-bin (da bambina)
- Ji Eun-hyuk, interpretato da Choi Tae-joon e Kwon Bin (da bambino)
- Cha Yoo-jung, interpretata da Kwon Na-ra
- Byun Young-hee, interpretato da Lee Deok-hwa
- Hong Bok-ja, interpretata da Nam Ki-ae
- Noh Young-suk, interpretato da Jo Seung-yeon
- Bang Eun-ho, interpretato da Jang Hyuk-jin
- Park Young-soon, interpretata a da Yoon Bok-in
- Jang Hee-joon, interpretato da Hwang Chan-sung
- Na Ji-hae, interpretata da Kim Ye-won
- Woo Hee-kyu, interpretato da Heo Joon-seok
- Hong Cha-eun, interpretata da Shim Eun-woo
- Jung Hyun-soo, interpretato da Dong Ha
- Jang Moo-young, interpretato da Kim Hong-fa
- Go Chan-ho, interpretato da Jin Ju-hyung

## Ascolti
| Episodio | Data di trasmissione | Dati TNMS           | Dati TNMS                  | Dati AGB            | Dati AGB                   |
| Episodio | Data di trasmissione | A livello nazionale | Area metropolitana di Seul | A livello nazionale | Area metropolitana di Seul |
| -------- | -------------------- | ------------------- | -------------------------- | ------------------- | -------------------------- |
| 1        | 10 maggio 2017       | 6,1%                | 7,4%                       | 6,3%                | 6,5%                       |
| 2        | 10 maggio 2017       | 6,8%                | 8,2%                       | 6,8%                | 6,9%                       |
| 3        | 11 maggio 2017       | 6,3%                | 7,0%                       | 6,1%                | 5,8%                       |
| 4        | 11 maggio 2017       | 7,0%                | 7,9%                       | 7,2%                | 7,7%                       |
| 5        | 17 maggio 2017       | 6,9%                | 8,5%                       | 6,6%                | 6,8%                       |
| 6        | 17 maggio 2017       | 7,4%                | 8,2%                       | 8,0%                | 8,5%                       |
| 7        | 18 maggio 2017       | 6,0%                | 6,6%                       | 6,8%                | 6,9%                       |
| 8        | 18 maggio 2017       | 6,0%                | 6,4%                       | 7,4%                | 7,8%                       |
| 9        | 24 maggio 2017       | 6,5%                | 6,9%                       | 6,8%                | 7,2%                       |
| 10       | 24 maggio 2017       | 7,4%                | 8,2%                       | 8,3%                | 8,7%                       |
| 11       | 25 maggio 2017       | 6,1%                | 6,8%                       | 7,1%                | 7,9%                       |
| 12       | 25 maggio 2017       | 6,5%                | 6,6%                       | 7,8%                | 8,5%                       |
| 13       | 31 maggio 2017       | 6,9%                | 7,7%                       | 7,5%                | 8,2%                       |
| 14       | 31 maggio 2017       | 7,9%                | 9,0%                       | 9,3%                | 10,0%                      |
| 15       | 1 giugno 2017        | 7,2%                | 8,3%                       | 8,4%                | 8,6%                       |
| 16       | 1 giugno 2017        | 7,8%                | 8,9%                       | 9,3%                | 9,6%                       |
| 17       | 7 giugno 2017        | 7,3%                | 7,5%                       | 8,4%                | 9,1%                       |
| 18       | 7 giugno 2017        | 7,7%                | 8,1%                       | 9,8%                | 10,2%                      |
| 19       | 8 giugno 2017        | 7,3%                | 7,3%                       | 8,0%                | 8,5%                       |
| 20       | 8 giugno 2017        | 8,3%                | 8,4%                       | 9,6%                | 10,2%                      |
| 21       | 14 giugno 2017       | 7,0%                | 8,2%                       | 7,7%                | 8,3%                       |
| 22       | 14 giugno 2017       | 7,8%                | 8,7%                       | 9,1%                | 9,8%                       |
| 23       | 15 giugno 2017       | 6,9%                | 7,6%                       | 7,8%                | 8,2%                       |
| 24       | 15 giugno 2017       | 7,6%                | 8,1%                       | 9,4%                | 9,8%                       |
| 25       | 21 giugno 2017       | 6,6%                | 6,7%                       | 9,0%                | 10,3%                      |
| 26       | 21 giugno 2017       | 7,8%                | 8,5%                       | 10,5%               | 11,7%                      |
| 27       | 22 giugno 2017       | 7,5%                | 7,9%                       | 8,4%                | 8,8%                       |
| 28       | 22 giugno 2017       | 8,0%                | 8,1%                       | 9,7%                | 10,4%                      |
| 29       | 28 giugno 2017       | 6,1%                | 7,9%                       | 6,7%                | 7,2%                       |
| 30       | 28 giugno 2017       | 6,7%                | 8,0%                       | 8,6%                | 9,5%                       |
| 31       | 29 giugno 2017       | 6,3%                | 7,3%                       | 7,7%                | 8,4%                       |
| 32       | 29 giugno 2017       | 6,8%                | 7,8%                       | 8,6%                | 9,1%                       |
| 33       | 5 luglio 2017        | 6,9%                | 7,5%                       | 7,2%                | 7,8%                       |
| 34       | 5 luglio 2017        | 7,2%                | 7,4%                       | 9,2%                | 9,8%                       |
| 35       | 6 luglio 2017        | 7,3%                | 8,8%                       | 8,0%                | 8,5%                       |
| 36       | 6 luglio 2017        | 7,9%                | 9,4%                       | 9,2%                | 9,9%                       |
| 37       | 12 luglio 2017       | 6,9%                | 7,7%                       | 7,2%                | 7,4%                       |
| 38       | 12 luglio 2017       | 8,0%                | 8,7%                       | 9,2%                | 9,4%                       |
| 39       | 13 luglio 2017       | 8,6%                | 9,5%                       | 8,5%                | 9,0%                       |
| 40       | 13 luglio 2017       | 8,7%                | 8,9%                       | 9,5%                | 10,2%                      |
| Media    | Media                | 7,2%                | 7,9%                       | 8,2%                | 8,7%                       |

## Colonna sonora
1. Why You? (너는 왜) – SEENROOT
2. How Do I Say It? (어떻게 말할까) – O.WHEN
3. The Same Day (똑같은 날) – Ra.D
4. How About You (어떨까 넌) – CHEEZE
5. Eye Contact (눈맞춤 (Acoustic Ver.)) – Kim E-Z (Ggot Jam Project)
6. Eye Contact (Full Ver.) – Kim E-Z (Ggot Jam Project)
7. Breathing All Day (숨쉬는 모든 날) – Bumkey
8. I've Got A Feeling (정이 들어버렸어) – Kihyun (Monsta X)
9. The Memory Of That Day (그날의 기억) – Kim Jong-wan (Nell)
10. Silly Love – Yoo Ha-jung
11. 101 Reasons Why I Like You (네가 좋은 백 한가지 이유) – Ji Chang-wook

## Riconoscimenti
| Anno | Premio             | Categoria                                                                | Ricevente                   | Risultato       |
| ---- | ------------------ | ------------------------------------------------------------------------ | --------------------------- | --------------- |
| 2017 | Korea Drama Awards | Premio all'eccellenza, attrice (Drama)                                   | Nam Ji-hyun                 | Candidato/a     |
| 2017 | SBS Drama Awards   | Premio alla massima eccellenza, attore in un drama del mercoledì-giovedì | Ji Chang-wook               | Candidato/a     |
| 2017 | SBS Drama Awards   | Premio all'eccellenza, attore in un drama del mercoledì-giovedì          | Choi Tae-joon               | Candidato/a     |
| 2017 | SBS Drama Awards   | Premio all'eccellenza, attrice in un drama del mercoledì-giovedì         | Nam Ji-hyun                 | Vincitore/trice |
| 2017 | SBS Drama Awards   | Miglior nuova attrice                                                    | Kwon Na-ra                  | Candidato/a     |
| 2017 | SBS Drama Awards   | Miglior attrice di supporto                                              | Kim Ye-won                  | Candidato/a     |
| 2017 | SBS Drama Awards   | Premio miglior coppia                                                    | Ji Chang-wook e Nam Ji-hyun | Candidato/a     |